# Louisa Swain

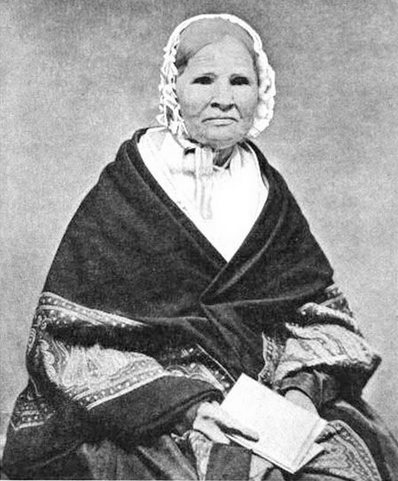
Louisa A. Swain

Estatua de Louisa Swain en Laramie, Wyoming

Louisa Ann Swain (de soltera Gardner; 1801-25 de enero de 1880) fue la primera mujer en Estados Unidos en votar en una elección general. Emitió su voto el 6 de septiembre de 1870 en Laramie, Wyoming.

## Biografía
Nacida como Louisa Ann Gardner, su padre se perdió en el mar cuando ella era joven. Su madre luego regresó a su ciudad natal de Charleston, Carolina del Sur, pero también murió poco después. Swain quedó huérfana a la edad de 10 años y fue puesta al cuidado de la casa de huérfanos de Charleston. En 1814, ella y otra niña fueron colocadas con una familia como empleadas domésticas por un periodo de cuatro años, luego de lo cual Swain fue transferida a otra familia. Permaneció con ellos hasta 1820, luego se mudó a Baltimore, donde un año más tarde se casó con Stephen Swain, quien dirigía una fábrica de sillas. Tuvieron cuatro hijos y en la década de 1830, Stephen vendió su negocio y la familia se mudó, primero a Zanesville, Ohio y más tarde a Richmond, Indiana. En 1869, los Swain se mudaron a Laramie, Wyoming, para unirse a su hijo Alfred.
El 6 de septiembre de 1870 se levantó temprano, se puso el delantal, el chal y el sombrero, y caminó hacia el centro con un balde de hojalata para comprar levadura a un comerciante. Pasó por el lugar de votación y llegó a la conclusión de que votaría mientras estuviera allí. El lugar de votación aún no se había abierto oficialmente, pero los funcionarios electorales le pidieron que entrara y votara. Un periódico de Laramie la describió como ''una ama de casa amable de cabello blanco, de apariencia cuáquera''.
Tenía 69 años cuando emitió el primer voto de cualquier mujer en los Estados Unidos en una elección general. Poco después de las elecciones, Stephen y Louosa Swain dejaron Laramie y regresaron a Maryland para vivir cerca de una hija. Stephen murió el 6 de octubre de 1872 en Maryland. Louisa murió el 25 de enero de 1880 en Lutherville, Maryland.

## Legado
La fundación Louisa Swain se estableció en 2001 (como fundación Laramie) y se dedica a preservar y celebrar el patrimonio y la historia de Swain y ''fomentar la educación en las áreas de democracia, derechos humanos y sufragio''. La fundación administra la Wyoming house for historic women (también conocida como Wyoming women's history house) en Laramie, Wyoming, que celebra a trece mujeres, incluida Swain. En 2005 se dedicó una estatua en su honor frente al museo.
El 6 de septiembre de 2008 sería el día de Louisa Swain.